# Michel Fernandez (musicien)
Pour les articles homonymes, voir Fernandez.
Michel Fernandez est un saxophoniste de jazz et compositeur né le 14 mars 1960 en France à Condrieu. Il a participé au mouvement du Free Jazz aux côtés de John Tchicai et au développement du jazz moderne sur le continent africain.

## Biographie
Né en France en 1960, Michel Fernandez est d'origine andalouse. Son père était réfugié politique espagnol et avait fui la dictature franquiste. Michel Fernandez est issu musicalement de la tradition populaire des fanfares et des harmonies. En raison de problèmes d'asthme et sur les conseils d'un médecin il apprend la clarinette à l'âge de 9 ans. Dès l'adolescence il joue dans les orchestres de bal et combos qui sillonnent à l'époque les campagnes. Puis La découverte du blues et du jazz au Hot Club de Lyon l'incite à abandonner la clarinette pour le saxophone soprano et le saxophone ténor. Au début des années 1980 il étudie l'improvisation à l'IACP (Institute for Artistic and Cultural Perception) à Paris dirigé par Alan Silva et joue dans le Celestrial Communication Orchestra. Dans ce grand ensemble d'avant-garde, Michel Fernandez côtoie des musiciens américains et européens invités à l'IACP. En 1983 Michel Fernandez rencontre le saxophoniste John Tchicai, (pionnier du free-jazz à New-York et ancien compagnon de John Coltrane) lors d'un workshop au Festival de Cluny. John Tchicai a alors quitté les États-Unis et s'est installé au Danemark. John Tchicai l'invite à jouer avec lui au Jazzhus Montmartre de Copenhague ; l'orchestre est en résidence à la Holbaek High School. Cette rencontre est le début d'une longue amitié nourrie de multiples collaborations  musicales jusqu'au décès de John Tchicai en 2012 Depuis 2016 il se produit régulièrement avec son nouveau quintet Michel Fernandez 5TET avec Julien Chignier saxophones baryton et alto, Benoît Thévenot piano, François Gallix contrebasse , Nicolas Serret batterie ; groupe avec lequel Michel Fernandez a enregistré l'album "Global Warning" pour le label Atypeek Music sorti en 2023.

## Dans les années 1990
Le mouvement du free-jazz s'épuise et les expérimentations décisives sont déjà loin. En 1988 Michel Fernandez joue en première partie de Sun Ra au grand Théâtre de Dijon,. Le Sun Ra Arkestra big-band est l'icône de la « New Thing » (autre nom donné au free-jazz), Michel Fernandez rencontre à cette occasion John Gilmore, saxophoniste ténor fidèle de Sun Ra, qui lui donne quelques conseils précieux pour le son au saxophone. Mais le Grand Théâtre est vide, comment expliquer l'éclipse du public au concert de Sun Ra se demande le journaliste Jean-François Besset ? Michel Fernandez en tire une leçon amère et pour se ressourcer il se tourne vers l'Afrique. Il entreprend de longs séjours en Afrique de l'Ouest et en Afrique Centrale où il enseigne et tourne dans les réseaux des Centres Culturels et Instituts Français de Coopération et les festivals panafricains. Il participe au courant de l'Afro-beat et joue notamment avec Fela Kuti. Avec le batteur Paco Sanchez il fonde le Trio Soledad, enregistre plusieurs albums pour la maison de disque RDC RECORDS. Ce trio à géométrie variable inclut des musiciens africains au gré des tournées, des ateliers, des « master class ».L'expérience africaine prend fin avec la guerre en République du Congo au cours de laquelle il est blessé puis rapatrié. À son retour, Michel Fernandez témoignera et s'engagera aux côtés de l'association Survie de François-Xavier Verschave et Attac. Il dénonce avec les militants les exactions des grands groupes pétroliers et de la politique française dans la Françafrique et témoignera lors d'un procès au Tribunal de Grande Instance. Nicolas Béniès, écrivain et historien du jazz perçoit dans l'album Brazza Cry Michel Fernandez Quartet une dénonciation musicale explicite du colonialisme,. Entre 2003 et 2006 Michel Fernandez vit à Casablanca (Maroc) où il dirige le Dar-Jazz, (la maison du jazz en arabe), qui est un groupe du fusion entre jazz contemporain et musique traditionnelle Gnawa. Michel Fernandez enregistre alors pour le label de jazz contemporain Futura et Marge de Gérard Terronès et joue dans les Instituts Culturels et Festivals au Maghreb. Il retrouve ses racines andalouses en s'imprégnant sur place de la richesse mélodique de la musique arabo-andalouse, il s'en inspire dans nombre de ses compositions en particulier son thème fétiche « Almeria » maintes fois enregistré et remanié. 

## Depuis 2009
De retour en France en 2009, Michel Fernandez s'installe à Lyon et aspire à une certaine sédentarité pour composer sereinement après des années de nomadisme. Il crée un groupe stable et permanent : Michel Fernandez Quartet avec le contrebassiste François Gallix, le pianiste Benoit Thévenot et le batteur Nicolas Serret. Le quartet enregistre en particulier deux albums : Brazza Cry (2017) et Mélange de rages (2019) qui sont bien reçus par la critique,, qui remarque la volonté de synthèse de la diversité des langages musicaux et des cultures qui s'exprime dans ces enregistrements et la marque de « mother Africa », sans qu'on puisse toutefois les définir comme word music. Les émissions Open Jazz d'Alex Dutihl et Banzzai de Nathalie Piolé sur France-Musique aident à confirmer le nouveau quartet,. Avec Thierry Renard, poète et directeur des Éditions La Passe du vent, Michel Fernandez poursuit la forme des lectures-jazz et performances qu'avaient inaugurée les poètes de la Beat Generation (Jack Kerouac, Allen Ginsberg, Amiri Baraka). Cette forme souple permet de donner libre cours à l'imagination et à l'improvisation. En 2024 le quartet devient un quintet avec l'ajout du saxophoniste Julien Chignier . Michel Fernandez Quintet aborde un tout nouveau répertoire de compostions originales du leader qui navigue entre la dextérité du Hard-Bop et les improvisations enflammées d'un Free-jazz coltranien.

## «Les années de feu»
La musique de Michel Fernandez vient « des années de feu » comme l' écrit le journaliste et historien du jazz Nicolas Béniès. L'expression renvoie, dans l'histoire du jazz, à la période des révolutions esthétiques post-bebop à partir des années 1960. Ces « années de feu » furent très liées aux revendications des droits civiques aux États-Unis et à la musique improvisée européenne. Ce moment très créatif a fait éclater les formes traditionnelles et les codes conventionnels, et a développé un langage libertaire engagé dans les improvisations collectives. L'introduction d'une approche modale dans l'improvisation à la place de la suite convenue des accords (appelée « grille » dans les traités d'harmonie du Jazz) est aussi un trait marquant de ces années de feu. On retrouve ces éléments caractéristiques dans la musique de Michel Fernandez. Souvent étiqueté d'avant- garde le saxophoniste refuse pourtant la coupure entre le jazz contemporain et le grand public même si de fait cette rupture existe bien réellement dans les médias de masse et du point de vue d'une sociologie du jazz,.  Ses compositions portent une grande attention aux thèmes mélodiques chantant et aux rythmes soutenus ;pour l'illustrer on peut écouter par exemple son calypso High Life (album Mélange de rages). Ses thèmes appellent souvent à la danse et propulsent l'auditoire dans une sorte de transe hypnotique. Avec une sonorité pleine et chaleureuse qui aborde à bras le corps toute la tessiture de l’instrument, Michel Fernandez est de ces saxophonistes qui préfèrent l’expressivité et l'émotion à la technicité affûtée comme le note Thierry Giard, Culture Jazz),. Il est de ces musiciens qui « passent le témoin » en s'inscrivant dans une continuité organique entre tradition et modernité sans chercher à être à tout prix novateur. La création dans l'histoire du jazz est  faite de  passages,, Michel Edelin et Steve Potts dans Bucket of Blood soulignent que se sont les journalistes, les producteurs et les labels qui ont mis des étiquettes, des catégories dans l'histoire du jazz ce qui a provoqué des ruptures artificielles. On retrouve dans le jeu de Michel Fernandez les influences d'Albert Ayler, de Gato Barbieri et de Pharoah Sanders,. Ses compositions sont marquées par une recherche de spiritualité qui se retrouve dans sa sonorité très particulière. Michel Fernandez a été honoré par un " Choc Jazz Magazine 2025" pour son dernier album " Michel Fernandez Quintet Live au Hot Club de Lyon" enregistré par Ludwig Laisné (le président du Hot Club de Lyon).

## Philosophie et musique
Michel Fernandez est Agrégé de Philosophie et a écrit une thèse sur le temps et la musique chez St Augustin sous la direction du philosophe et musicologue Raymond Court ( Université Lyon 3 ). Cette thèse a pour problématique les rapports entre la conscience et le temps et en particulier comment la conscience fonde le temps en s'appuyant sur le schématisme transcendantal de l'imagination chez Kant. Cette thèse montre l'influence de St Augustin dans la philosophie du sujet transcendantal Kantien.

## Discographie
En tant que leader, soliste et compositeur
- 1993 : Soledad (RDC records)
- 1996 : Itinérances (RDC records)
- 1999 : Euphoria (RDC records)
- 2002 : Pointe-Noire (Cristal records)
- 2006 : Eléments (Improjazz)
- 2009 : Dar-Jazz (Futura Marge)
- 2012 : Le Chapeau Africain (Artâme/Jazz in Situ)
- 2013 : Duo Soledad (Jazz in Situ)
- 2015 : Passages (Jazz in Situ)
- 2017 : Brazza Cry (Futura Marge)
- 2019 : Mélange de rages (Dreamophone Socadisc / Atypeek Music)
- 2020 : "Sans Frontière" (Dreamophone Socadisc / Atypeek Music)
- 2022 : "Global Warning" (Dreamophone Socadisc / Atypeek Music)
- 2024 : "A_Live (Live at Périscope)" (Atypeek Music)
- 2025 : Michel Fernandez Quintet "Live au Hot Club de Lyon "  Atypeek Music / Socadisc